# Döbraberg
Döbraberg – szczyt w Lesie Frankońskim, w Bawarii, w Niemczech, o wys. 794 m n.p.m.
Nazywany także „Culm”, „Döbra”; zaś nazwę „Döbraberg” wywodzi się nawet ze słowiańskiego „doprać” („Dobratsch”).
Na szczycie znajduje się wieża widokowa z 1902. Na zboczach góry postawiono też radary Bundeswehry, ponieważ przed 1989 wzgórze leżało w pobliżu granicy z NRD. Dlatego też większa część Döbraberg była zamknięta jako teren wojskowy.
Na wzniesienie prowadzą szlaki turystyczne. Wytyczono również trasę narciarską - obecnie rzadko wykorzystywaną, częściowo używaną przez rowerzystów.